# 吉田友紀
吉田 友紀（よしだ とものり、本名：鴨志田 友紀（かもしだ とものり）、1966年8月4日 - ）は、日本の元俳優、元子役。身長171cm、体重64kg、血液型O型。東京都渋谷区出身。

## 来歴・人物
東京都立富士森高等学校卒業。父親は『快傑ライオン丸』や『鉄人タイガーセブン』等のスーツアクターを務めた鴨志田和夫。
1970年「劇団日本児童」に入団。幼少時より子役として活躍。
1979年『俺はあばれはっちゃく』で主人公"はっちゃく"こと桜間長太郎を演じ、その子役離れした演技力が高く評価され、人気を博した。『あばれはっちゃく』が後にシリーズ化された際も「頼りになるお兄さん」役として、何度も出演した。当時は一日消防署長に招かれたりもしていた。
1988年には、『電脳警察サイバーコップ』で成人後初のドラマ主演。
2009年3月以降の活動は確認されず、事実上の引退とみられる。

## 出演

### テレビ・バラエティ
- ウルトラ情報局 2008年11月号（ファミリー劇場） - 『ウルトラマンレオ』に桃太郎少年役で出演していたことによるゲスト出演。
- 大胆MAP（2009年2月22日、テレビ朝日） -『あばれはっちゃく夢の同窓会』で当時の主要キャストとゲスト出演。

### テレビドラマ
- 愛の炎（1971年、フジテレビ）※デビュー作
- 飛び出せ!青春 第20話（1972年7月30日、日本テレビ） - 宇野ともひろ 役
- 荒野の素浪人（NET / 三船プロ）
  - 第1シリーズ 第24話「襲撃 地の果て白骨ヶ原」（1972年6月13日）
  - 第1シリーズ 第37話「爆砕 火薬樽の丘」（1972年9月12日）
  - 第1シリーズ 第54話 「銃撃 地獄の用心棒」（1973年1月9日）
  - 第2シリーズ 第7話「怒号の刃」（1974年）
- 鉄人タイガーセブン（1973年10月6日 - 1974年3月30日、フジテレビ） - 青木次郎 役
- 荒野の用心棒 第18話「黒い陰謀は波涛を越えて…」（1973年、NET / 三船プロ）
- 時間ですよ 第78・87回（1973年2月、TBS） - まもる（風間の子供） 役
- わが子は他人（1974年、TBS） - 和泉晃 役
- ウルトラシリーズ（円谷プロ）
  - ウルトラマンレオ 第27話「日本名作民話シリーズ! 強いぞ! 桃太郎!」（1974年、TBS） - 桃太郎 役
  - ウルトラマンダイナ 第39話「青春の光と影」（1998年、MBS） - フドウ・ケンジ 役
- 電人ザボーガー 第33話「襲撃!! 動くテトラ・ポット!」（1974年、フジテレビ） - 岩田誠 役
- 大江戸捜査網（12ch / 三船プロ）
  - 第215話「呪いの美人画」（1975年）
  - 第232話「江戸に吹く凶悪の嵐」（1976年） - 三吉 役
  - 第256話「明日なき命の代償」（1976年） - 神坂大助 役
  - 第627話「俺は殺せない! 涙の雪化粧」（1983年） - 宗吉 役
- 遠山の金さん ※杉良太郎版 第29話「燃える瞳を救え!!」（1976年、NET） - 仙太 役
- 新・二人の事件簿 暁に駆ける!（1976年、朝日放送） - 君島克己 役
- パパは独身 第2話「パパはぼくの味方か?」（1976年、TBS）
- プロレスの星 アステカイザー 第16話「兄弟仁義だ! アステカイザー」（1977年、NET / 円谷プロ） - 明 役
- すぐやる一家青春記（1977年、TBS） - 相馬智之 役
- 気まぐれ本格派（1977年、日本テレビ） - 清水新太 役
- スパイダーマン 第18話「母の胸に甦る少年」（1978年、東映） - 岡田良一 役
- 土曜ワイド劇場第70回　 いのち果てるまで　涙のホームラン(1978年ANB) - テツヤ 役
- Gメン'75 第180話「トンネルに消えた女子高生」(1978年、TBS/東映) - 藤平大作 役
- あばれはっちゃくシリーズ（テレビ朝日）
  - 俺はあばれはっちゃく（1979年 - 1980年） - 主演・桜間長太郎 役
  - 男！あばれはっちゃく  (1980年 - 1982年）第72話「怒れ!桜島㋪作戦」・第73話「泳げ!カナヅチ㋪作戦」 - 島津隼人 役
  - 俺は男だ！あばれはっちゃく（1982年） - 島津隼人 役
  - 男三人！あばれはっちゃく（1982年） - 島津隼人 役
  - 痛快あばれはっちゃく（1983年 - 1985年） - 島津隼人 役
  - 逆転あばれはっちゃく （1985年） 第12話「クシャミ拳 はっちゃく勢揃い」- 早田一郎 役
- 一人来い二人来いみんな来い（1980年、TBS） - 徹夫 役
- 天を走れ!愛馬マックス（1980年、テレビ朝日）
- サンキュー先生 第23話「光と影の道を走れ」（1981年3月2日、テレビ朝日） - 深森純一 役
- おんな太閤記（1981年、NHK） - 於次丸 役
- メチャン子・ミッキー（1982年、TBS） - 松野進 役
- 他人家族（1982年、テレビ朝日） - 大西肇 役
- 暴発（1983年、日本テレビ系）
- 火曜サスペンス劇場（日本テレビ）
  - 蝶たちの殺意（1983年3月8日） -  小山明 役
  - 暮らしの中の殺意・私を欺した結婚詐欺師が誰かに殺された（1984年2月7日）
  - 非行少年「男と女の皮肉な再会!16年前の過去が少年を殺す」（1985年11月5日)　- 中出達也 役[1]
  - 警視庁鑑識班 - 18（2005年2月1日)
  - 六月の花嫁「櫛」（2005年6月28日)
- 転校少女Y（1984年、TBS） - 柴田久男 役
- 暴れん坊将軍シリーズ（ANB / 東映）
  - 暴れん坊将軍II 第118話「めぐり逢い運命の凶弾!」（1985年） - 仙太 役
  - 暴れん坊将軍IV 第25話「母恋い飛脚」（1991年） - 徳松 役
- ジャンプアップ!青春（1986年、日本テレビ）
- 必殺忠臣蔵（1987年、朝日放送） - 大石主税 役
- 大都会25時 第19話「6年前の秘密! ある殉職」（1987年、テレビ朝日）
- 若大将天下ご免! 第33話「人斬り小太郎封印破り」（1987年、テレビ朝日） - 長五郎 役
- ザ・スクールコップ 第2話「男1人に美女6人」（1988年、フジテレビ）
- 電脳警察サイバーコップ（1988年 - 1989年、日本テレビ） - 主演・武田真也 / ジュピター 役
- 風雲!真田幸村 第18話「幼な子は見た! 炎の六文銭」（1989年、テレビ東京） - 竹丸 役
- 年末時代劇スペシャル「奇兵隊」（1989年12月30日・31日、NTV）
- あばれ八州御用旅 第1シリーズ 第1話「国定忠治を斬れ!」（1990年、テレビ東京） - 朝吉 役
- ザ・刑事 第9話「花の房総半島、消えた囮の女」（1990年、テレビ朝日） - 桑野たけし 役
- さすらい刑事旅情編III 第10話「湯けむり東北新幹線・狙われた白い肌」（1990年、テレビ朝日）
- 実録犯罪史シリーズ 新説・三億円事件（1991年、フジテレビ）
- 銭形平次 第1シリーズ 第18話「ギヤマンの謎」（1991年、フジテレビ） - 松吉 役
- 刑事貴族2 第2話「傷痕 銃弾のリターンマッチ」（1991年、日本テレビ）
- 大岡越前 第13部 第4話「掏った財布に葵の御紋」（1992年、TBS / C.A.L） - 千太 役
- 超星神グランセイザー（2003年、テレビ東京 ） - 国防省地球防衛隊「月光」隊長・沖田総一郎 役
- 臨場 第2話（2009年、テレビ朝日） - 杉並区所轄刑事 役

### 映画
- 混血児リカ ひとりゆくさすらい旅（1973年）
- 股旅（1973年）
- おれは男だ!「完結編」（1987年）
- 乙女物語2 お嬢様危機イッパツ!（1990年）

### 舞台
- 蓮如上人物語（1986年、南座）

### オリジナルビデオ作品
- ミカドロイド（1991年、東宝）
- Tバックハイスクール・セクハラ教師をぶっ飛ばせ!（1992年、にっかつビデオ）
- SAKURA（2004年） - 坂本勇（勇太の父親） 役

### CM
- 日本マクドナルド（1973年）
- 花王「ザブ」（1980年 - 1982年）※『俺はあばれはっちゃく』で共演した、久里千春・青木和代と共演。

### ラジオ
- マリンFM 「YOKOHAMA湾岸スタァ」内コーナー「川原田新一の青春レジェンド」2020年12月19日 - 2021年1月30日 ゲスト出演